# عمر بن سعيد الفوتي
عمر بن سعيد الفوتي (1796-1864) أحد كبار الفقهاء المتصوفين في السنغال وغرب أفريقيا. ولد في مدينة هلوار في فوتا تورو (السنغال حاليا). اختفى بتاريخ 12 فبراير 1864 في ظروف غامضة في منحدرات بَنْجَغارة بمالي. 
في 19 ربيع الأول 1441، وخلال زيارة الوزير الأول الفرنسي للسنغال، تمت إعادة سيف الشيخ عمر الفوتي للسنغال.
ولا يزال سيف الشيخ عمر الفوتي في ملكية متحف الجيش الفرنسي في باريس. يبلغ طول السيف (مع الغِمْد) 84 سم، ويزن 0,78 كغ.

## رحلته ودراسته
درس القرآن الكريم على شيوخ منطقته وحفظه في سن مبكرة ثم درس التجويد وعلوم القرءان على يد أخيه الفقيه احمد ابن سعيد، وسافر بعدها إلى عدة دول في النيجر وتمبكتو والقاهرة وفزان ومنطقة الشرق الأوسط، كما سافر إلى الحج عدة مرات وعاد لينشر الإسلام والمعرفة في كامل أفريقيا وخاض من اجل ذالك حروبا كثيرة ضد الكفار والمستعمرين، أخذ الطريقة التجانية عن الشيخ السيد محمد الغالي في المدينة المنورة وأجازه فيها بعد صحبة دامت ثلاث سنوات، وكان من خلفاء الشيخ احمد التجاني مؤسس الطريقة
اقام في بدور مسقط رأسه إلى ان بلغ الخامس والعشرين وبعد ذالك سافر إلى غينيا الفرنسية ثم عاد إلى السنغال ليودع اهله إلى الحج في سفر طويل قاده إلى دول عديدة منها جمهورية مصر العربية والسودان والمغرب والجزائر والأردن وفلسطين والمملكة العربية السعودية وأقام في الاخير ثلاث سنوات ثم رجع بعده إلى السنغال واستقر بين مالي والسنغال.
بنى زوايا ومساجد كثيرة وشيد حصونا وقلعات في غينيا ومالي والسنغال وآثارها باقية إلى اليوم.
وقد ورد في كتاب سفينة السعادة لأهل الضعف والنجادة - من مؤلفاته - :
بزورة خير الخلق نلت مؤملي* به نلتها في العمر لابتأهلي
لنصرة ماقد سن دام تنقلي * سأفني به عمري وجاهي لأن لي
حياة بلاروح وموتا بلا رمس
وكان يقول في حياته لا يحضر جنازتي أحد لا حبيب ولاعدو
غاب غيابا عجيبا في غار دغمر ولم يعرف عنه شيء حتى اليوم.

### استشهادات
1. ↑  "السلطان المجاهد الشيخ سيدي الحاج عمر الفوتي رضي الله عنه". www.tidjaniya.com. مؤرشف من الأصل في 2020-11-25. اطلع عليه بتاريخ 2021-02-10.
2. ↑  «فرنسا تُعيد للسنغال سيف الحاج عمر الفوتي.» جريدة لو بوان، 17 نوفمبر 2019. نسخة محفوظة 18 نوفمبر 2019 على موقع واي باك مشين.
3. ↑  «سيفٌ كان في ملكية الحاج عمر تال». قاعدة بيانات متحف الجيش. نسخة محفوظة 2 مايو 2019 على موقع واي باك مشين.

### ببليوغرافيا
- كتاب النظم المختصر في سيرة الشيخ الحاج عمر للمؤلف جيرنو حامد بان
- كتاب الاحداث المهمة في حياة فقيد الامة للمؤلف جيرنو حامد بان
- كتاب الحاج عمر تال الداعية المسلح للمؤلف ايميل ديكودراي
- شعر عمر الفوتي.
- https://www.tidjaniya.com/ar/dossiers-tidjaniya/omar-futiy